# Pseudonesohedyotis bremekampii
Pseudonesohedyotis bremekampii är en måreväxtart som beskrevs av James Robert Tennant. Pseudonesohedyotis bremekampii ingår i släktet Pseudonesohedyotis och familjen måreväxter. Inga underarter finns listade i Catalogue of Life.